# Collegio di Twickenham
Twickenham è un collegio elettorale situato nella Grande Londra, e rappresentato alla Camera dei comuni del Parlamento del Regno Unito. Elegge un membro del parlamento con il sistema first-past-the-post, ossia maggioritario a turno unico; l'attuale parlamentare è Munira Wilson dei Liberal Democratici, che rappresenta il collegio dal 2019.

## Estensione

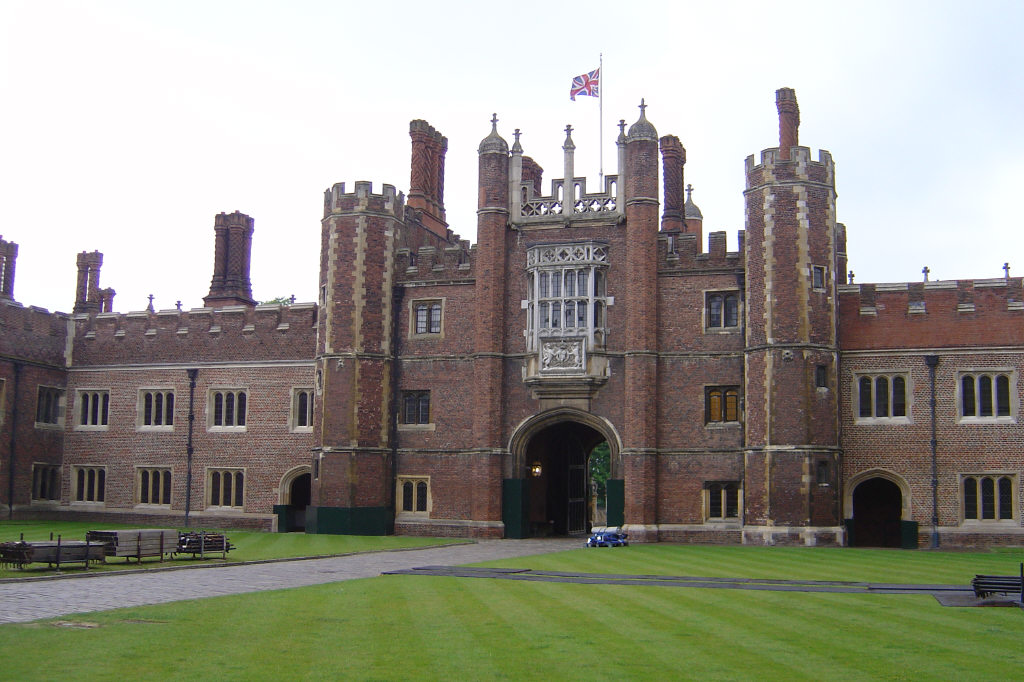
Hampton Court Palace

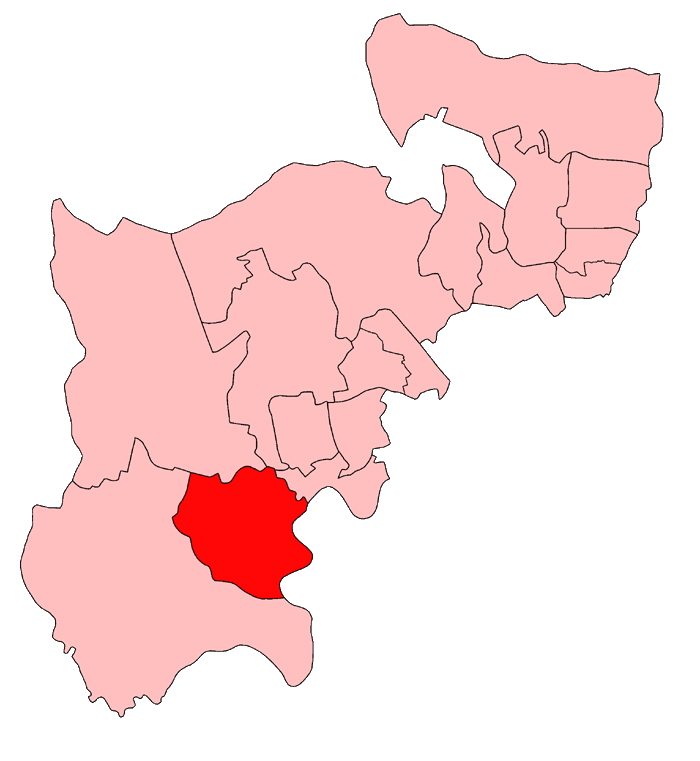
Twickenham nel Middlesex, 1918–45

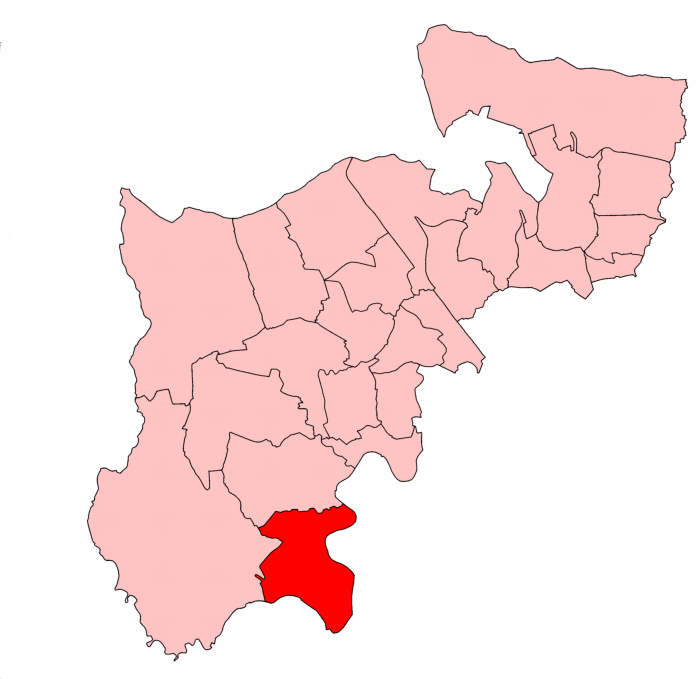
Twickenham, 1945–50

Twickenham, 2010-2024

- 1918–1945: i distretti urbani di Heston and Isleworth e Twickenham.

Nel 1945 avviene un cambiamento sostanziale dei confini - perdita di parte settentrionale del collegio per costituire il collegio di Heston and Isleworth, ottenimento del territorio del collegio di Spelthorne a sud, incluso Hampton, Teddington, Hampton Wick, Hampton Court Park e Bushy Park.
- 1945–1974: il borgo municipale di Twickenham.

Dal 1974 fu costituito dagli stessi ward del borgo londinese di Richmond upon Thames come segue:
- 1974–1983: Central Twickenham, East Twickenham, Hampton, Hampton Hill, Hampton Wick, Heathfield, South Twickenham, Teddington, West Twickenham e Whitton.
- 1983–1997: Central Twickenham, Hampton, Hampton Hill, Hampton Nursery, Hampton Wick, Heathfield, South Twickenham, Teddington, West Twickenham e Whitton.
- 1997–2010: Central Twickenham, East Twickenham, Hampton, Hampton Hill, Hampton Nursery, Hampton Wick, Heathfield, South Twickenham, Teddington, West Twickenham e Whitton.
- 2010-2024: i ward del borgo londinese di Richmond upon Thames di Fulwell and Hampton Hill, Hampton, Hampton North, Hampton Wick, Heathfield, St Margaret's and North Twickenham, South Twickenham, Teddington, Twickenham Riverside, West Twickenham e Whitton.
- dal 2024: i ward del borgo londinese di Richmond upon Thames di Fulwell and Hampton Hill, Hampton, Hampton North, Hampton Wick, Heathfield, St Margaret's and North Twickenham, South Twickenham, Teddington, Twickenham Riverside, West Twickenham e Whitton.

Il collegio comprende la metà occidentale del borgo londinese di Richmond upon Thames, ossia la parte del borgo a nord del Tamigi. Contiene i quartieri di Londra di Twickenham, Hampton, Teddington e Whitton. Tra le aree minori in ordine di attività commerciali vi sono Hampton Hill, Hampton Wick, St Margarets, Fulwell, Strawberry Hill e Hampton Court. Tra i luoghi di interesse vi è il Palazzo di Hampton Court, Bushy Park (uno dei parchi reali di Londra) e lo Stadio di Twickenham, sede nazionale della Federazione di rugby a 15 dell'Inghilterra.

## Membri del parlamento
| Elezione | Elezione                | Deputato              | Partito             |
| -------- | ----------------------- | --------------------- | ------------------- |
|          | 1918                    | William Joynson-Hicks | Conservatore        |
| 1929 (S) | John Ferguson           |                       | Conservatore        |
| 1932 (S) | Hylton Murray-Philipson |                       | Conservatore        |
| 1934 (S) | Alfred Critchley        |                       | Conservatore        |
| 1935     | Edward Keeling          |                       | Conservatore        |
| 1955 (S) | Gresham Cooke           |                       | Conservatore        |
| 1970     | Toby Jessel             |                       | Conservatore        |
|          | 1997                    | Vince Cable           | Liberal Democratici |
|          | 2015                    | Tania Mathias         | Conservatore        |
|          | 2017                    | Vince Cable           | Liberal Democratici |
| 2019     | Munira Wilson           |                       | Liberal Democratici |

## Elezioni

### Elezioni negli anni 2020
| Partito                    | Partito                              | Candidato                  | Risultati 4 luglio 2024 | Risultati 4 luglio 2024 |
| Partito                    | Partito                              | Candidato                  | Voti                    | %                       |
| -------------------------- | ------------------------------------ | -------------------------- | ----------------------- | ----------------------- |
|                            | Lib Dem                              | Munira Wilson              | 30 185                  | 56,28                   |
|                            | Conservatore                         | Jonathan Hulley            | 8 728                   | 16,27                   |
|                            | Laburista                            | Tom Bruce                  | 6 693                   | 12,48                   |
|                            | Reform UK                            | Alexander Starling         | 4 092                   | 7,63                    |
|                            | Verde                                | Chantal Kerr-Sheppard      | 3 590                   | 6,69                    |
|                            | Workers                              | Umair Malik                | 347                     | 0,65                    |
|                            |                                      |                            |                         |                         |
| Iscritti                   | Iscritti                             | Iscritti                   | 74 980                  | 100,00                  |
| ↳ Votanti (% su iscritti)  | ↳ Votanti (% su iscritti)            | ↳ Votanti (% su iscritti)  | 53 635                  | 71,53                   |
| ↳ Astenuti (% su iscritti) | ↳ Astenuti (% su iscritti)           | ↳ Astenuti (% su iscritti) | 21 345                  | 28,47                   |
|                            |                                      |                            |                         |                         |
|                            | Esito: collegio confermato a Lib Dem |                            |                         |                         |

### Elezioni negli anni 2010
| Partito                    | Partito                              | Candidato                  | Risultati 12 dicembre 2019 | Risultati 12 dicembre 2019 |
| Partito                    | Partito                              | Candidato                  | Voti                       | %                          |
| -------------------------- | ------------------------------------ | -------------------------- | -------------------------- | -------------------------- |
|                            | Lib Dem                              | Munira Wilson              | 36 166                     | 56,07                      |
|                            | Conservatore                         | Isobel Grant               | 22 045                     | 34,18                      |
|                            | Laburista                            | Ranjeev Walia              | 5 476                      | 8,49                       |
|                            | Brexit                               | Stuart Wells               | 816                        | 1,27                       |
|                            |                                      |                            |                            |                            |
| Iscritti                   | Iscritti                             | Iscritti                   | 84 901                     | 100,00                     |
| ↳ Votanti (% su iscritti)  | ↳ Votanti (% su iscritti)            | ↳ Votanti (% su iscritti)  | 64 503                     | 75,97                      |
| ↳ Astenuti (% su iscritti) | ↳ Astenuti (% su iscritti)           | ↳ Astenuti (% su iscritti) | 20 398                     | 24,03                      |
|                            |                                      |                            |                            |                            |
|                            | Esito: collegio confermato a Lib Dem |                            |                            |                            |

| Partito                    | Partito                                         | Candidato                  | Risultati 8 giugno 2017 | Risultati 8 giugno 2017 |
| Partito                    | Partito                                         | Candidato                  | Voti                    | %                       |
| -------------------------- | ----------------------------------------------- | -------------------------- | ----------------------- | ----------------------- |
|                            | Lib Dem                                         | Vince Cable                | 34 969                  | 52,75                   |
|                            | Conservatore                                    | Tania Mathias              | 25 207                  | 38,03                   |
|                            | Laburista                                       | Katherine Dunne            | 6 114                   | 9,22                    |
|                            |                                                 |                            |                         |                         |
| Iscritti                   | Iscritti                                        | Iscritti                   | 83 383                  | 100,00                  |
| ↳ Votanti (% su iscritti)  | ↳ Votanti (% su iscritti)                       | ↳ Votanti (% su iscritti)  | 66 290                  | 79,50                   |
| ↳ Astenuti (% su iscritti) | ↳ Astenuti (% su iscritti)                      | ↳ Astenuti (% su iscritti) | 17 093                  | 20,50                   |
|                            |                                                 |                            |                         |                         |
|                            | Esito: collegio passa da Conservatore a Lib Dem |                            |                         |                         |

| Partito                    | Partito                                         | Candidato                  | Risultati 7 maggio 2015 | Risultati 7 maggio 2015 |
| Partito                    | Partito                                         | Candidato                  | Voti                    | %                       |
| -------------------------- | ----------------------------------------------- | -------------------------- | ----------------------- | ----------------------- |
|                            | Conservatore                                    | Tania Mathias              | 25 580                  | 41,26                   |
|                            | Lib Dem                                         | Vince Cable                | 23 563                  | 38,00                   |
|                            | Laburista                                       | Nick Grant                 | 7 129                   | 11,50                   |
|                            | UKIP                                            | Barry Edwards              | 3 069                   | 4,95                    |
|                            | Verdi                                           | Tanya Williams             | 2 463                   | 3,97                    |
|                            | Cristiano                                       | Dominic Stockford          | 174                     | 0,28                    |
|                            | Magna Carta                                     | David Wedgwood             | 26                      | 0,04                    |
|                            |                                                 |                            |                         |                         |
| Iscritti                   | Iscritti                                        | Iscritti                   | 80 212                  | 100,00                  |
| ↳ Votanti (% su iscritti)  | ↳ Votanti (% su iscritti)                       | ↳ Votanti (% su iscritti)  | 62 004                  | 77,30                   |
| ↳ Astenuti (% su iscritti) | ↳ Astenuti (% su iscritti)                      | ↳ Astenuti (% su iscritti) | 18 208                  | 22,70                   |
|                            |                                                 |                            |                         |                         |
|                            | Esito: collegio passa da Lib Dem a Conservatore |                            |                         |                         |

| Partito                    | Partito                                 | Candidato                  | Risultati 6 maggio 2010 | Risultati 6 maggio 2010 |
| Partito                    | Partito                                 | Candidato                  | Voti                    | %                       |
| -------------------------- | --------------------------------------- | -------------------------- | ----------------------- | ----------------------- |
|                            | Lib Dem                                 | Vince Cable                | 32 483                  | 54,39                   |
|                            | Conservatore                            | Deborah Thomas             | 20 343                  | 34,06                   |
|                            | Laburista                               | Brian Tomlinson            | 4 583                   | 7,67                    |
|                            | UKIP                                    | Brian Gilbert              | 868                     | 1,45                    |
|                            | Verdi                                   | Stephen Roest              | 674                     | 1,13                    |
|                            | BNP                                     | Chris Hurst                | 654                     | 1,10                    |
|                            | Citizens for Undead Rights and Equality | Harry Cole                 | 76                      | 0,13                    |
|                            | Magna Carta                             | Paul Armstrong             | 40                      | 0,07                    |
|                            |                                         |                            |                         |                         |
| Iscritti                   | Iscritti                                | Iscritti                   | 79 840                  | 100,00                  |
| ↳ Votanti (% su iscritti)  | ↳ Votanti (% su iscritti)               | ↳ Votanti (% su iscritti)  | 59 721                  | 74,80                   |
| ↳ Astenuti (% su iscritti) | ↳ Astenuti (% su iscritti)              | ↳ Astenuti (% su iscritti) | 20 119                  | 25,20                   |
|                            |                                         |                            |                         |                         |
|                            | Esito: collegio confermato a Lib Dem    |                            |                         |                         |

### Elezioni negli anni 2000
| Partito                    | Partito                              | Candidato                  | Risultati 5 maggio 2005 | Risultati 5 maggio 2005 |
| Partito                    | Partito                              | Candidato                  | Voti                    | %                       |
| -------------------------- | ------------------------------------ | -------------------------- | ----------------------- | ----------------------- |
|                            | Lib Dem                              | Vince Cable                | 26 696                  | 51,65                   |
|                            | Conservatore                         | Paul Maynard               | 16 731                  | 32,37                   |
|                            | Laburista                            | Brian Whitington           | 5 868                   | 11,35                   |
|                            | Verdi                                | Henry B. Leveson-Gower     | 1 445                   | 2,80                    |
|                            | UKIP                                 | Douglas Orchard            | 766                     | 1,48                    |
|                            | Indipendente                         | Brian P. Gibert            | 117                     | 0,23                    |
|                            | Rainbow Dream Ticket                 | George Weiss               | 64                      | 0,12                    |
|                            |                                      |                            |                         |                         |
| Iscritti                   | Iscritti                             | Iscritti                   | 71 987                  | 100,00                  |
| ↳ Votanti (% su iscritti)  | ↳ Votanti (% su iscritti)            | ↳ Votanti (% su iscritti)  | 51 687                  | 71,80                   |
| ↳ Astenuti (% su iscritti) | ↳ Astenuti (% su iscritti)           | ↳ Astenuti (% su iscritti) | 20 300                  | 28,20                   |
|                            |                                      |                            |                         |                         |
|                            | Esito: collegio confermato a Lib Dem |                            |                         |                         |

| Partito                    | Partito                              | Candidato                  | Risultati 7 giugno 2001 | Risultati 7 giugno 2001 |
| Partito                    | Partito                              | Candidato                  | Voti                    | %                       |
| -------------------------- | ------------------------------------ | -------------------------- | ----------------------- | ----------------------- |
|                            | Lib Dem                              | Vince Cable                | 24 344                  | 48,75                   |
|                            | Conservatore                         | Nicholas Longworth         | 16 689                  | 33,42                   |
|                            | Laburista                            | Dean Rogers                | 6 903                   | 13,82                   |
|                            | Verdi                                | Judith Maciejowska         | 1 423                   | 2,85                    |
|                            | UKIP                                 | Ray Hollebone              | 579                     | 1,16                    |
|                            |                                      |                            |                         |                         |
| Iscritti                   | Iscritti                             | Iscritti                   | 75 207                  | 100,00                  |
| ↳ Votanti (% su iscritti)  | ↳ Votanti (% su iscritti)            | ↳ Votanti (% su iscritti)  | 49 938                  | 66,40                   |
| ↳ Astenuti (% su iscritti) | ↳ Astenuti (% su iscritti)           | ↳ Astenuti (% su iscritti) | 25 269                  | 33,60                   |
|                            |                                      |                            |                         |                         |
|                            | Esito: collegio confermato a Lib Dem |                            |                         |                         |

## Risultati dei referendum

### Referendum sulla permanenza del Regno Unito nell'Unione europea del 2016
|             | Collegio    | Lasciare UE % | Rimanere in UE % |
| ----------- | ----------- | ------------- | ---------------- |
|             | Twickenham  | 33,6%         | 66,4%            |
|             | Inghilterra | 53,3%         | 46,7%            |
| Regno Unito | 51,9%       | 48,1%         |                  |